# Piipolansaari
Piipolansaari är en ö i Finland. Den ligger i sjön Palojärvi och i kommunen Joensuu i den ekonomiska regionen  Joensuu ekonomiska region  och landskapet Norra Karelen, i den sydöstra delen av landet, 400 km nordost om huvudstaden Helsingfors. Öns area är 1,8 hektar och dess största längd är 270 meter i nord-sydlig riktning.